# Cadre-47/2-Europameisterschaft 2013

Logo CEB (ausrichtender Verband)

Veranstaltungsort: Brandenburg / Havel

Die Cadre-47/2-Europameisterschaft 2013 war das 66. Turnier in dieser Disziplin des Karambolagebillards und fand vom 18. bis zum 19. April 2013 im Rahmen der Multi-Europameisterschaft im Stahlpalast in Brandenburg an der Havel statt. Es war die zweite Cadre-47/2-Europameisterschaft in Deutschland.

## Geschichte
Ab 2013 wird die Europameisterschaft nicht mehr als Einzelturnier veranstaltet, sondern bei einer Multi-Europameisterschaft bei der alle Disziplinen des Karambolsports ausgetragen werden. Diese Meisterschaft wird im zwei Jahresrhythmus ausgetragen. In Brandenburg kämpfte sich der Niederländer Raymund Swertz durch das Turnier. Er spielte nicht sein ganzes Können aus, aber er war immer dann Sieger wenn es drauf ankam. Ex-Europameister Henri Tilleman wurde Zweiter vor dem sehr stark spielenden Griechen Nikolas Gerassimopoulos. Seine erste internationale Medaille im Cadre 47/2 erspielte sich der Hamburger Sven Daske.

## Modus
Gespielt wurde in acht Gruppen à 3 Teilnehmer. Die Gruppensieger qualifizierten sich für das Viertelfinale. Es wurde komplett bis 250 Punkte gespielt. Platz drei wurde nicht ausgespielt.
Die Qualifikationsgruppen wurden nach Rangliste gesetzt. Es gab außer dem Titelverteidiger keine gesetzten Spieler mehr für das Hauptturnier.
1. MP = Matchpunkte
2. GD = Generaldurchschnitt
3. HS = Höchstserie

## Gruppenphase

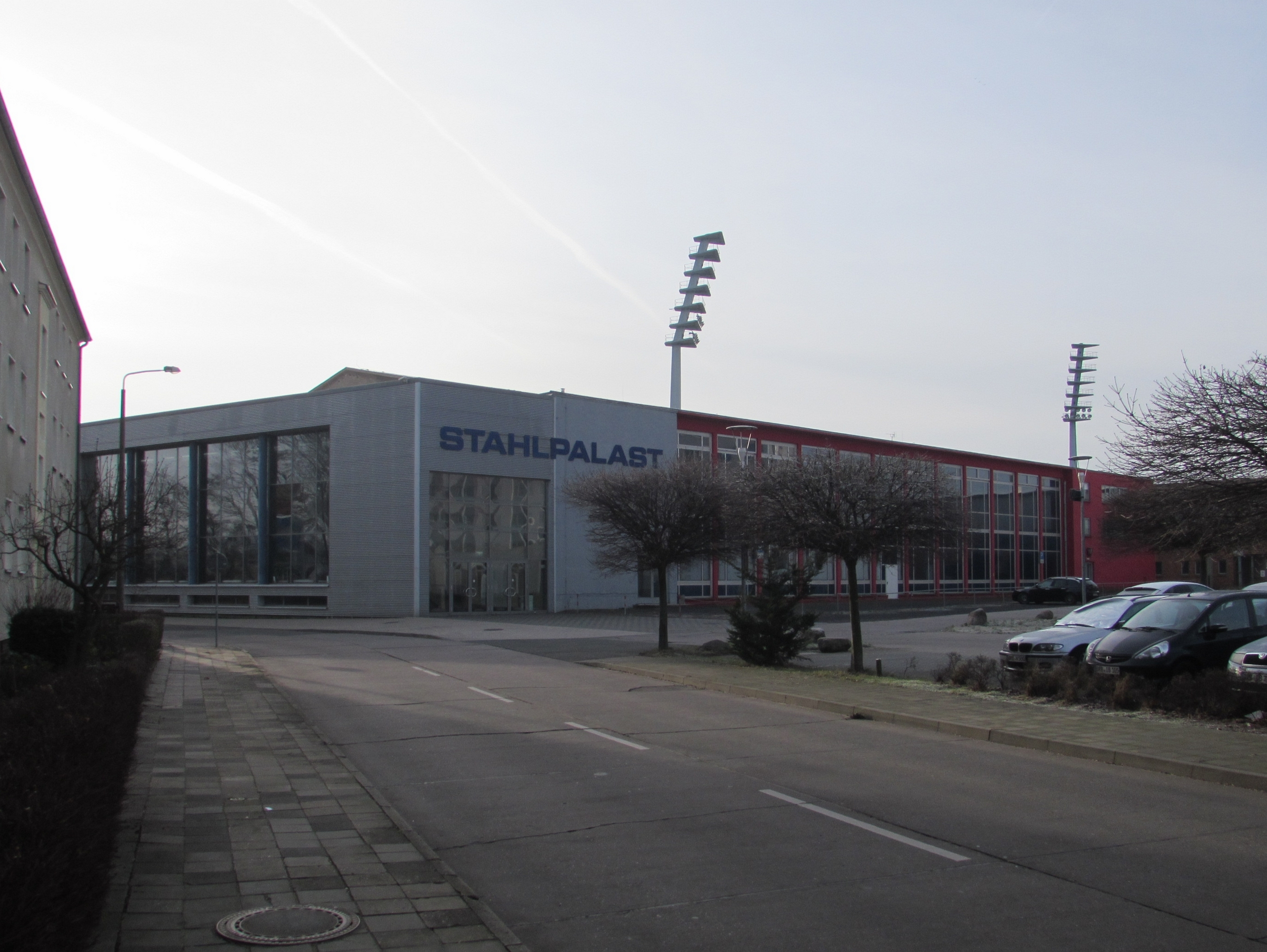
Außenansicht des Stahlpalastes

| MP    | Match Points (Sieger = 2; Unentschieden = 1; Verlierer = 0) |
| Pkte. | Erzielte Karambolagen                                       |
| Aufn. | Benötigte Versuche                                          |
| GD    | Generaldurchschnitt                                         |
| BED   | Bester Einzeldurchschnitt eines Spielers                    |
| HS    | Höchstserie                                                 |
|       | Bester GD des Turniers                                      |
|       | Bester ED des Turniers                                      |
|       | Beste HS des Turniers                                       |
|       | 1. Platz (Gold)                                             |
|       | 2. Platz (Silber)                                           |
|       | 3. Platz (Bronze)                                           |

| Abschlusstabelle Gruppe A | Abschlusstabelle Gruppe A | Abschlusstabelle Gruppe A | Abschlusstabelle Gruppe A | Abschlusstabelle Gruppe A | Abschlusstabelle Gruppe A | Abschlusstabelle Gruppe A | Abschlusstabelle Gruppe A |
| Platz                     | Name                      | MP                        | Pkt.                      | Aufn.                     | GD                        | BED                       | HS                        |
| ------------------------- | ------------------------- | ------------------------- | ------------------------- | ------------------------- | ------------------------- | ------------------------- | ------------------------- |
| 1                         | Raymund Swertz            | 4:0                       | 500                       | 19                        | 26,31                     | 83,33                     | 155                       |
| 2                         | Brahim Djoubri            | 2:2                       | 404                       | 21                        | 19,23                     | 50,00                     | 115                       |
| 3                         | Alejandro Gil             | 0:4                       | 84                        | 8                         | 10,50                     | –                         | 44                        |

| Abschlusstabelle Gruppe B | Abschlusstabelle Gruppe B | Abschlusstabelle Gruppe B | Abschlusstabelle Gruppe B | Abschlusstabelle Gruppe B | Abschlusstabelle Gruppe B | Abschlusstabelle Gruppe B | Abschlusstabelle Gruppe B |
| Platz                     | Name                      | MP                        | Pkt.                      | Aufn.                     | GD                        | BED                       | HS                        |
| ------------------------- | ------------------------- | ------------------------- | ------------------------- | ------------------------- | ------------------------- | ------------------------- | ------------------------- |
| 1                         | Xavier Gretillat          | 3:1                       | 500                       | 20                        | 25,00                     | 41,66                     | 120                       |
| 2                         | Carsten Lässig            | 2:2                       | 287                       | 11                        | 26,09                     | 50,00                     | 105                       |
| 3                         | René Tull                 | 1:3                       | 310                       | 19                        | 16,31                     | 17,85                     | 89                        |

| Abschlusstabelle Gruppe C | Abschlusstabelle Gruppe C | Abschlusstabelle Gruppe C | Abschlusstabelle Gruppe C | Abschlusstabelle Gruppe C | Abschlusstabelle Gruppe C | Abschlusstabelle Gruppe C | Abschlusstabelle Gruppe C |
| Platz                     | Name                      | MP                        | Pkt.                      | Aufn.                     | GD                        | BED                       | HS                        |
| ------------------------- | ------------------------- | ------------------------- | ------------------------- | ------------------------- | ------------------------- | ------------------------- | ------------------------- |
| 1                         | Sven Daske                | 4:0                       | 500                       | 6                         | 83,33                     | 125,00                    | 245                       |
| 2                         | José Albert               | 2:2                       | 280                       | 16                        | 17,50                     | 20,83                     | 92                        |
| 3                         | Jean Francois Florent     | 0:4                       | 234                       | 14                        | 16,71                     | –                         | 51                        |

| Abschlusstabelle Gruppe D | Abschlusstabelle Gruppe D | Abschlusstabelle Gruppe D | Abschlusstabelle Gruppe D | Abschlusstabelle Gruppe D | Abschlusstabelle Gruppe D | Abschlusstabelle Gruppe D | Abschlusstabelle Gruppe D |
| Platz                     | Name                      | MP                        | Pkt.                      | Aufn.                     | GD                        | BED                       | HS                        |
| ------------------------- | ------------------------- | ------------------------- | ------------------------- | ------------------------- | ------------------------- | ------------------------- | ------------------------- |
| 1                         | Nikolas Gerassimopoulos   | 4:0                       | 500                       | 6                         | 83,33                     | 125,00                    | 249                       |
| 2                         | Pavel Böhm                | 2:2                       | 262                       | 6                         | 43,66                     | 62,50                     | 165                       |
| 3                         | Raúl Cuenca               | 0:4                       | 260                       | 8                         | 32,50                     | –                         | 81                        |

| Abschlusstabelle Gruppe E | Abschlusstabelle Gruppe E | Abschlusstabelle Gruppe E | Abschlusstabelle Gruppe E | Abschlusstabelle Gruppe E | Abschlusstabelle Gruppe E | Abschlusstabelle Gruppe E | Abschlusstabelle Gruppe E |
| Platz                     | Name                      | MP                        | Pkt.                      | Aufn.                     | GD                        | BED                       | HS                        |
| ------------------------- | ------------------------- | ------------------------- | ------------------------- | ------------------------- | ------------------------- | ------------------------- | ------------------------- |
| 1                         | Marek Faus                | 4:0                       | 500                       | 6                         | 83,33                     | 250,00                    | 250                       |
| 2                         | Michel van Silfhout       | 2:2                       | 257                       | 5                         | 51,40                     | 62,50                     | 129                       |
| 3                         | Gerold Cerovsek           | 0:4                       | 208                       | 9                         | 23,11                     | –                         | 138                       |

| Abschlusstabelle Gruppe F | Abschlusstabelle Gruppe F | Abschlusstabelle Gruppe F | Abschlusstabelle Gruppe F | Abschlusstabelle Gruppe F | Abschlusstabelle Gruppe F | Abschlusstabelle Gruppe F | Abschlusstabelle Gruppe F |
| Platz                     | Name                      | MP                        | Pkt.                      | Aufn.                     | GD                        | BED                       | HS                        |
| ------------------------- | ------------------------- | ------------------------- | ------------------------- | ------------------------- | ------------------------- | ------------------------- | ------------------------- |
| 1                         | Juan Espinasa             | 4:0                       | 500                       | 7                         | 71,42                     | 83,33                     | 154                       |
| 2                         | Thomas Nockemann          | 2:2                       | 265                       | 7                         | 37,85                     | 83,33                     | 150                       |
| 3                         | Mikael Devogelaere        | 0:4                       | 133                       | 6                         | 22,16                     | –                         | 37                        |

| Abschlusstabelle Gruppe G | Abschlusstabelle Gruppe G | Abschlusstabelle Gruppe G | Abschlusstabelle Gruppe G | Abschlusstabelle Gruppe G | Abschlusstabelle Gruppe G | Abschlusstabelle Gruppe G | Abschlusstabelle Gruppe G |
| Platz                     | Name                      | MP                        | Pkt.                      | Aufn.                     | GD                        | BED                       | HS                        |
| ------------------------- | ------------------------- | ------------------------- | ------------------------- | ------------------------- | ------------------------- | ------------------------- | ------------------------- |
| 1                         | Esteve Mata               | 4:0                       | 500                       | 8                         | 62,50                     | 83,33                     | 179                       |
| 2                         | Patrick Niessen           | 2:2                       | 255                       | 5                         | 51,00                     | 125,00                    | 245                       |
| 3                         | Michael Voegtin           | 0:4                       | 137                       | 7                         | 19,57                     | –                         | 47                        |

| Abschlusstabelle Gruppe H | Abschlusstabelle Gruppe H | Abschlusstabelle Gruppe H | Abschlusstabelle Gruppe H | Abschlusstabelle Gruppe H | Abschlusstabelle Gruppe H | Abschlusstabelle Gruppe H | Abschlusstabelle Gruppe H |
| Platz                     | Name                      | MP                        | Pkt.                      | Aufn.                     | GD                        | BED                       | HS                        |
| ------------------------- | ------------------------- | ------------------------- | ------------------------- | ------------------------- | ------------------------- | ------------------------- | ------------------------- |
| 1                         | Henri Tilleman            | 4:0                       | 500                       | 5                         | 100,00                    | 125,00                    | 238                       |
| 2                         | Arnim Kahofer             | 2:2                       | 255                       | 7                         | 36,42                     | 50,00                     | 129                       |
| 3                         | Arnd Riedel               | 0:4                       | 102                       | 8                         | 12,75                     | –                         | 71                        |

## KO-Phase
|  | Viertelfinale Spiel bis 250 Punkte | Viertelfinale Spiel bis 250 Punkte | Viertelfinale Spiel bis 250 Punkte | Viertelfinale Spiel bis 250 Punkte | Viertelfinale Spiel bis 250 Punkte | Viertelfinale Spiel bis 250 Punkte |                         |                | Halbfinale Spiel bis 250 Punkte | Halbfinale Spiel bis 250 Punkte | Halbfinale Spiel bis 250 Punkte | Halbfinale Spiel bis 250 Punkte | Halbfinale Spiel bis 250 Punkte | Halbfinale Spiel bis 250 Punkte |      |       | Finale Spiel bis 250 Punkte | Finale Spiel bis 250 Punkte | Finale Spiel bis 250 Punkte | Finale Spiel bis 250 Punkte | Finale Spiel bis 250 Punkte | Finale Spiel bis 250 Punkte |
|  |                                    |                                    |                                    |                                    |                                    |                                    |                         |                |                                 |                                 |                                 |                                 |                                 |                                 |      |       |                             |                             |                             |                             |                             |                             |
|  |                                    | MP                                 | Pkt.                               | Aufn.                              | GD                                 | HS                                 |                         |                |                                 |                                 |                                 |                                 |                                 |                                 |      |       |                             |                             |                             |                             |                             |                             |
|  |                                    | MP                                 | Pkt.                               | Aufn.                              | GD                                 | HS                                 |                         |                |                                 |                                 |                                 |                                 |                                 |                                 |      |       |                             |                             |                             |                             |                             |                             |
|  | Henri Tilleman                     | 2                                  | 250                                | 6                                  | 41,66                              | 139                                |                         |                |                                 |                                 |                                 |                                 |                                 |                                 |      |       |                             |                             |                             |                             |                             |                             |
|  | Henri Tilleman                     | 2                                  | 250                                | 6                                  | 41,66                              | 139                                |                         | MP             | Pkt.                            | Aufn.                           | GD                              | HS                              |                                 |                                 |      |       |                             |                             |                             |                             |                             |                             |
|  | Xavier Gretillat                   | 0                                  | 50                                 | 6                                  | 8,33                               | 35                                 |                         | MP             | Pkt.                            | Aufn.                           | GD                              | HS                              |                                 |                                 |      |       |                             |                             |                             |                             |                             |                             |
|  | Xavier Gretillat                   | 0                                  | 50                                 | 6                                  | 8,33                               | 35                                 | Henri Tilleman          | 2              | 250                             | 5                               | 50,00                           | 188                             |                                 |                                 |      |       |                             |                             |                             |                             |                             |                             |
|  |                                    | MP                                 | Pkt.                               | Aufn.                              | GD                                 | HS                                 | Henri Tilleman          | 2              | 250                             | 5                               | 50,00                           | 188                             |                                 |                                 |      |       |                             |                             |                             |                             |                             |                             |
|  |                                    | MP                                 | Pkt.                               | Aufn.                              | GD                                 | HS                                 |                         | Sven Daske     | 0                               | 213                             | 5                               | 42,60                           | 207                             |                                 |      |       |                             |                             |                             |                             |                             |                             |
|  | Sven Daske                         | 2                                  | 250                                | 2                                  | 125,00                             | 238                                |                         | Sven Daske     | 0                               | 213                             | 5                               | 42,60                           | 207                             |                                 |      |       |                             |                             |                             |                             |                             |                             |
|  | Sven Daske                         | 2                                  | 250                                | 2                                  | 125,00                             | 238                                |                         |                |                                 |                                 |                                 |                                 |                                 | MP                              | Pkt. | Aufn. | GD                          | HS                          |                             |                             |                             |                             |
|  | Juan Espinasa                      | 0                                  | 61                                 | 2                                  | 30,50                              | 59                                 |                         |                |                                 |                                 |                                 |                                 |                                 | MP                              | Pkt. | Aufn. | GD                          | HS                          |                             |                             |                             |                             |
|  | Juan Espinasa                      | 0                                  | 61                                 | 2                                  | 30,50                              | 59                                 | Henri Tilleman          | 0              | 130                             | 2                               | 65,00                           | 118                             |                                 |                                 |      |       |                             |                             |                             |                             |                             |                             |
|  |                                    | MP                                 | Pkt.                               | Aufn.                              | GD                                 | HS                                 | Henri Tilleman          | 0              | 130                             | 2                               | 65,00                           | 118                             |                                 |                                 |      |       |                             |                             |                             |                             |                             |                             |
|  |                                    | MP                                 | Pkt.                               | Aufn.                              | GD                                 | HS                                 |                         | Raymund Swertz | 2                               | 250                             | 2                               | 125,00                          | 174                             |                                 |      |       |                             |                             |                             |                             |                             |                             |
|  | Nikolas Gerassimopoulos            | 2                                  | 250                                | 1                                  | 250,00                             | 250                                |                         | Raymund Swertz | 2                               | 250                             | 2                               | 125,00                          | 174                             |                                 |      |       |                             |                             |                             |                             |                             |                             |
|  | Nikolas Gerassimopoulos            | 2                                  | 250                                | 1                                  | 250,00                             | 250                                |                         | MP             | Pkt.                            | Aufn.                           | GD                              | HS                              |                                 |                                 |      |       |                             |                             |                             |                             |                             |                             |
|  | Esteve Mata                        | 0                                  | 22                                 | 1                                  | 22,00                              | 22                                 |                         | MP             | Pkt.                            | Aufn.                           | GD                              | HS                              |                                 |                                 |      |       |                             |                             |                             |                             |                             |                             |
|  | Esteve Mata                        | 0                                  | 22                                 | 1                                  | 22,00                              | 22                                 | Nikolas Gerassimopoulos | 0              | 175                             | 4                               | 43,75                           | 113                             |                                 |                                 |      |       |                             |                             |                             |                             |                             |                             |
|  |                                    | MP                                 | Pkt.                               | Aufn.                              | GD                                 | HS                                 | Nikolas Gerassimopoulos | 0              | 175                             | 4                               | 43,75                           | 113                             |                                 |                                 |      |       |                             |                             |                             |                             |                             |                             |
|  |                                    | MP                                 | Pkt.                               | Aufn.                              | GD                                 | HS                                 |                         | Raymund Swertz | 2                               | 250                             | 4                               | 62,50                           | 110                             |                                 |      |       |                             |                             |                             |                             |                             |                             |
|  | Marek Faus                         | 0                                  | 111                                | 2                                  | 55,50                              | 76                                 |                         | Raymund Swertz | 2                               | 250                             | 4                               | 62,50                           | 110                             |                                 |      |       |                             |                             |                             |                             |                             |                             |
|  | Marek Faus                         | 0                                  | 111                                | 2                                  | 55,50                              | 76                                 |                         |                |                                 |                                 |                                 |                                 |                                 |                                 |      |       |                             |                             |                             |                             |                             |                             |
|  | Raymund Swertz                     | 2                                  | 250                                | 2                                  | 125,00                             | 239                                |                         |                |                                 |                                 |                                 |                                 |                                 |                                 |      |       |                             |                             |                             |                             |                             |                             |
|  | Raymund Swertz                     | 2                                  | 250                                | 2                                  | 125,00                             | 239                                |                         |                |                                 |                                 |                                 |                                 |                                 |                                 |      |       |                             |                             |                             |                             |                             |                             |

## Abschlusstabelle
| Phase                      | Platz | Name                    | MP   | Pkt. | Aufn. | GD    | BED    | HS  |
| -------------------------- | ----- | ----------------------- | ---- | ---- | ----- | ----- | ------ | --- |
| Finale                     | 1     | Raymund Swertz          | 10:0 | 1250 | 27    | 42,39 | 125,00 | 238 |
| Finale                     | 2     | Henri Tilleman          | 8:2  | 1130 | 18    | 62,77 | 125,00 | 250 |
| Halb- finale               | 3     | Nikolas Gerassimopoulos | 6:2  | 925  | 11    | 84,09 | 250,00 | 250 |
| Halb- finale               | 3     | Sven Daske              | 6:2  | 963  | 13    | 74,07 | 125,00 | 245 |
| Viertel- finale            | 5     | Marek Faus              | 4:2  | 611  | 8     | 76,37 | 250,00 | 250 |
| Viertel- finale            | 6     | Juan Espinasa           | 4:2  | 561  | 9     | 62,33 | 83,33  | 154 |
| Viertel- finale            | 7     | Esteve Mata             | 4:2  | 522  | 9     | 58,00 | 83,33  | 179 |
| Viertel- finale            | 8     | Xavier Gretillat        | 4:2  | 550  | 26    | 21,15 | 41,66  | 120 |
| Gruppen- phase             | 9     | Michel van Silfhout     | 2:2  | 257  | 5     | 51,40 | 62,50  | 129 |
| Gruppen- phase             | 10    | Patrick Niessen         | 2:2  | 255  | 5     | 51,00 | 125,00 | 245 |
| Gruppen- phase             | 11    | Pavel Böhm              | 2:2  | 262  | 6     | 43,66 | 62,50  | 165 |
| Gruppen- phase             | 12    | Thomas Nockemann        | 2:2  | 265  | 7     | 37,85 | 83,33  | 150 |
| Gruppen- phase             | 13    | Arnim Kahofer           | 2:2  | 255  | 7     | 36,42 | 50,00  | 129 |
| Gruppen- phase             | 14    | Carsten Lässig          | 2:2  | 287  | 11    | 26,09 | 50,00  | 105 |
| Gruppen- phase             | 15    | Brahim Djoubri          | 2:2  | 404  | 21    | 19,23 | 50,00  | 115 |
| Gruppen- phase             | 16    | José Albert             | 2:2  | 280  | 16    | 17,50 | 20,83  | 92  |
| Gruppen- phase             | 17    | René Tull               | 1:3  | 310  | 19    | 16,31 | 17,85  | 89  |
| Gruppen- phase             | 18    | Raúl Cuenca             | 0:4  | 260  | 8     | 32,50 | –      | 81  |
| Gruppen- phase             | 19    | Gerold Cerovsek         | 0:4  | 208  | 9     | 23,11 | –      | 138 |
| Gruppen- phase             | 20    | Mikael Devogelaere      | 0:4  | 133  | 6     | 22,16 | –      | 37  |
| Gruppen- phase             | 21    | Michael Voegtin         | 0:4  | 137  | 7     | 19,57 | –      | 47  |
| Gruppen- phase             | 22    | Jean Francois Florent   | 0:4  | 234  | 14    | 16,71 | –      | 51  |
| Gruppen- phase             | 23    | Arnd Riedel             | 0:4  | 102  | 8     | 12,75 | –      | 71  |
| Gruppen- phase             | 24    | Alejandro Gil           | 0:4  | 84   | 8     | 10,50 | –      | 44  |
| Turnierdurchschnitt: 36,85 |       |                         |      |      |       |       |        |     |